# David Batanero
David Batanero Puigbó (Barcellona, 27 settembre 1988) è un calciatore spagnolo, centrocampista del Manresa.

## Carriera
Catalano, Batanero ha terminato le giovanili del CF Damm, squadra della periferia nord di Barcellona.
Nel 2007 è passato all'Espanyol, facendo parte della squadra B ma senza collezionare presenze. È stato prestato quindi a due squadre del campionato di Tercera División, rispettivamente il Blanes e l'Igualada.
Ha iniziato la stagione 2009-2010 in quarta serie al Torrellano ma, visto il poco spazio a disposizione, si è trasferito al Gramenet B nel gennaio 2010.
L'anno seguente è tornato al Sallent, una delle società in cui era cresciuto da ragazzino.
Ha continuato a giocare nelle serie minori spagnole anche successivamente, con l'annata trascorsa al Rubí e quella trascorsa al Palamós, da cui si è separato il 17 aprile 2013 per tornare due giorni dopo al Sallent a chiudere la stagione.
Il 14 giugno 2013, Batanero è stato ufficializzato come nuovo giocatore del Terrassa in quarta serie, con un contratto biennale.
Trascorso questo periodo, è salito di categoria con l'ingaggio annuale da parte del Sabadell nel campionato di Segunda División B. Nel giugno 2016 il club ha esercitato l'opzione per estendere il suo contratto di un ulteriore anno, ma un infortunio al ginocchio lo ha tenuto fuori per la successiva prima metà di stagione.
Il 29 marzo 2017 ha rescisso il contratto con il Sabadell per diventare, già dal giorno seguente, un giocatore della squadra svedese del GIF Sundsvall, militante nella massima serie nazionale: alcuni problemi burocratici tuttavia gli hanno impedito di essere registrato in tempo entro la fine della finestra svedese di mercato, che chiudeva a marzo.
Per debuttare in Allsvenskan, quindi, il centrocampista catalano ha dovuto attendere il 22 luglio, quando la sua squadra ha pareggiato 2-2 sul campo dell'Halmstad. Anche il connazionale Carlos Moros Gracia ha dovuto attendere qualche mese prima di esordire. Durante la stagione 2018, tra la sessione invernale di mercato e quella estiva, Batanero e Moros Gracia sono stati raggiunti da altri spagnoli ingaggiati dal GIF Sundsvall come Juanjo Ciércoles, Samu de los Reyes, Pol Moreno e David Haro. Il campionato si è chiuso con l'8º posto che ha rappresentato il miglior piazzamento in classifica dei biancoblu degli ultimi 30 anni, mentre a livello individuale Batanero si è imposto come uno dei giocatori più importanti di quella squadra, tanto da essere riportato come obiettivo di mercato di club svedesi più blasonati. Al termine del suo ultimo anno di contratto con il GIF Sundsvall, la squadra è retrocessa in Superettan.
Batanero è comunque rimasto a giocare in Allsvenskan per un altro anno, essendosi trasferito al neopromosso Mjällby nel febbraio 2020.
Svincolato, nel gennaio 2021 è tornato a far parte di una squadra spagnola, l'UD Ibiza, militante in Segunda División B. Nell'ottobre 2021 si è accordato con il CE Manresa impegnato in Tercera División RFEF. Nel gennaio 2022 si è trasferito all'AE Prat, in Segunda División RFEF.